# Der Herr Generaldirektor
Der Herr Generaldirektor ist ein deutscher Stummfilm aus dem Jahre 1925 von Fritz Wendhausen mit Albert Bassermann in der Titelrolle. Ihm zur Seite stehen Hanna Ralph, Alexandra Sorina und Alfred Abel in weiteren Hauptrollen. Die Geschichte basiert auf einem Zeitungsroman, erschienen in der Berliner Morgenpost, von Ernst Klein.

## Handlung
Deutschland zur Zeit der Hyperinflation in der Weimarer Republik. In dieser Krisenzeit lebt der Generaldirektor Herbert Heidenberg ganz für seine Arbeit in seiner Bank. Darüber vernachlässigt er seine Gattin Gerda, die sich wiederum an einem deutlich jüngeren Mann schadlos hält, mit dem sie im luxuriösen Ambiente von St. Moritz heftig turtelt. Des Herrn Generaldirektors ganze Stütze ist die junge Sekretärin Hanna Weyl, die sich an seiner Seite regelrecht aufreibt und in ihrer Arbeit aufgeht. Über diese enge Kooperation kommen Chef und Angestellte auch menschlich einander näher. In beider Umfeld tummeln sich jede Menge dubioser Gestalten wie Betrüger, Diebe und Hasardeure, aber auch einige wenige aufrechte Menschen, die für die dramatischen Momente in dieser Geschichte sorgen.

## Produktionsnotizen
Der Herr Generaldirektor entstand in Berlin (Studioaufnahmen) und St. Moritz (Außenaufnahmen), passierte am 24. August desselben Jahres die Filmzensur und wurde wenig später uraufgeführt. Die Länge des mit Jugendverbot belegten Sechsakters betrug 2248 Meter. 
Die Filmbauten gestaltete Robert Neppach.

## Kritiken
Der Tag befand: „Endlich wieder ein Werk, das abseits der großen Heerstraße geht. Hier hat Albert Bassermann eine ihm würdige Rolle als der allgewaltige Generaldirektor gefunden, der unbeirrt vorwärts schreitet, bis ein liebes zartes Mädel seinen Schritt hemmt … Ausgezeichnet Alfred Abel [als] der Hochstapler, eine tief angelegte Studie, Hermann Vallentin eine Prachtgestalt, feinsinnig Alexandra Sorina.“
Die Bühne meinte: „Interessant wird der Film durch seine Schauspieler, vor allem Bassermann., der ja nicht nur den großen Namen, sondern auch die unvergleichlich elastische und elegante Gestalt und das Gesicht für den Film hat.“
In der Linzer Tagespost konnte man lesen: „Das Problem, einen Film zu schaffen, dem bei Ausschaltung jeder Sensation trotzdem das Moment der Spannung bis zum Schluß gewahrt bleibt, scheint in dem erstklassig verfilmten Roman „Der Herr Generaldirektor“ … restlos gelöst.“